# Sutlej
Rijeka Sutlej  (sanskrt: शुतुद्रि Shutudri, punjabi: ਸਤਲੁਜ, hindi: सतलज, urdu: درياۓ ستلُج‎ ) ili Satluj  je najduža pritoka rijeke Ind, u Indijskom potkontinentu duga 1 400 km.

## Zemljopisne karakteristike
Sutlej izvire iz jezera Rakshastal na sjevernim obroncima Himalije u jugozapadnom Tibetu na visini od 4 600 m.Od izvora rijeka teče prema sjeverozapadu, a zatim prema jugozapadu probijajući se uskim kanjonima preko himalajskih planina do indijske države Himachal PradeshNakon tog utječe u državu Punjab kod grada Nangal. I nadalje teče u smjeru jugozapada u širokoj kotlini, tu prima svoju najveću pritoku Beas.Od tamo stvara indijsko - pakistansku granicu u dužini od 105 km, nakon tog ulazi u Pakistan da se kod grada Uch Sharifa spoji s rijekom Chenab i stvara rijeku Panjnad (Pet rijeka) po kojoj je čitava regija Punjab dobila ime. Panjnad se nakon svega 60 km, izliva u Ind kod grada Mithankota u Pakistanu.
Vodostaj rijeke ovisi o proljetnom otopljavanju snijega na Himalajskim vrhovima, kao i o monsunskim kišama u ljeto. Jer oni donose obilne kiše, koje ponekad pretvore Sutlej u pravu bujicu, maksimalni vodotok rijeka je imala 1955. tad je izmjeren istjek od skoro 17 000 m3/s.tijekom zime vodostaj rijeke značajno opadne, jer nema većih oborina.
Vode Sutleja se intenzivno koriste za navodnjavanje, pa su zbog tog i bile predmet sukoba između indije i Pakistana sve do 1960. kad su dvije zemje sklopile sporazum Sporazum o vodama Inda. Po tom sporazumu vode Sutleja pripale su indiji u zamjenu za pravo Pakistana da koristi vode Inda i njegovih zapadnih pritoka.
Od tad su na Sutleju napravljeni veliki irigacioni radovi i mnoštvo velikih hidroelektrana brana Bhakra-Nangal, Kanal Sirhind i navodnjavanje doline Sutlej.
U starogrčkim izvorima je Sutlej bio poznat kao Zaradros.

## Povezane stranice
- Ind
- Popis najdužih rijeka na svijetu

## Vanjske poveznice
- Sutlej River na portalu Encyclopædia Britannica (engl.)